# Cedric (computer)

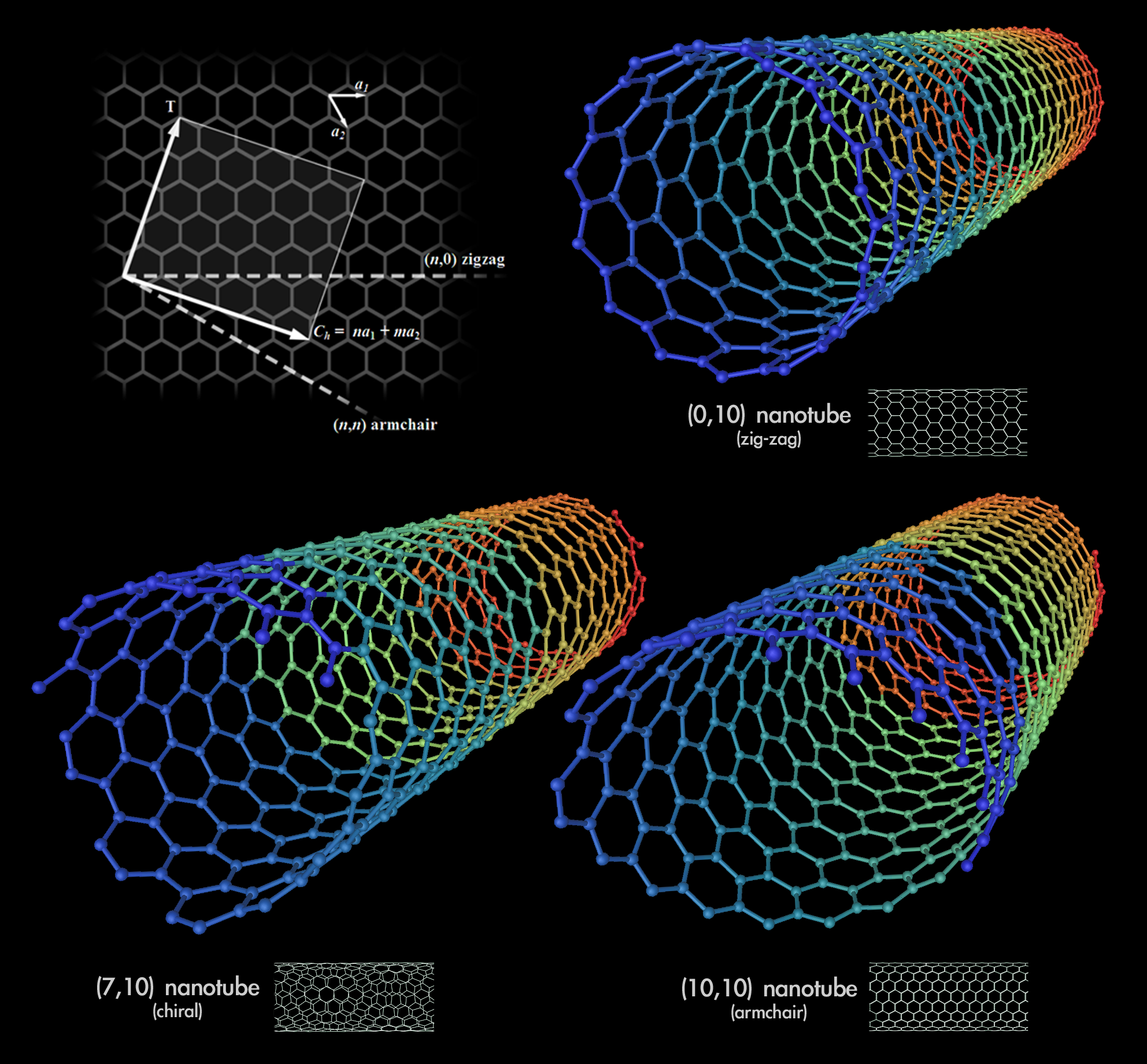
Modelli 3D di tre differenti tipi di nanotubi a parete singola. I nanotubi di carbonio compongono il processore di Cedric.

Cedric è un prototipo di computer a nanotubi di carbonio. Esso appunto ha dei circuiti non in silicio ma in nanotubi di carbonio, questi ultimi essendo più piccoli e conducendo meglio del silicio danno la possibilità di costruire computer più potenti. Subhasish Mitra, ingegnere elettrico e informatico alla Chambers Faculty Scholar of Engineering, lo definisce una dimostrazione di circuito digitale completo che utilizza i nanotubi di carbonio.

## Operazioni che è in grado di svolgere
L'unica operazione che Cedric può svolgere è la SUBNEG che è molto semplice ma che ripetuta crea una Macchina di Turing completa. Attraverso la SUBNEG Cedric può contare, ordinare dei numeri e scegliere fra due valori.

## Miniaturizzazione attuale e limiti teorici
Cedric ha un livello di miniaturizzazione di 8'000 nanometri mentre il limite teorico è di 24-32 nanometri.

## Problemi pratici di realizzazione
Il problema maggiore nella costruzione di un computer a nanotubi di carbonio in generale è l'allineamento di questi ultimi. Shulaker si è espresso così in proposito 
Noi abbiamo dovuto fare molto lavoro per far allineare questi nanotubi come volevamo, e per farlo in modo perfettamente affidabile»
Nemmeno una precisione del 98% è accettabile, perché su un miliardo di transistor questo significa 20'000'000 (20 milioni) di transistor non funzionanti che di fatto bloccano il funzionamento del computer. Questo problema è stato risolto con un sistema che sfrutta l'elettricità per vaporizzare i nanotubi non allineati. Comunque grazie a un algoritmo si ottiene un computer funzionante anche se non tutti i nanotubi sono allineati. Questo approccio è estremamente importante perché è utilizzabile a livello industriale di fatto rendendo possibile la produzione in serie di computer ai nanotubi di carbonio. Cedric ha lo 0,5% di nanotubi non allineati ma grazie a questo algoritmo funziona ugualmente.

## Vantaggi
- I circuiti digitali basati su transistor fabbricati dai nanotubi di carbonio potenzialmente possono avere prestazioni migliori di quelli in silicio di più di un ordine di grandezza.

## Probabile data di commercializzazione
È realistico che computer a nanotubi di carbonio saranno commercializzati fra il 2023 e il 2025.